# Corey Wallace
Corey Wallace (* um 1990 in Baltimore, Maryland) ist ein US-amerikanischer Jazzmusiker (Posaune, Komposition, Arrangement) des Modern Jazz.

## Leben und Wirken
Corey Wallace studierte an der Penn State University bei Mark Lusk (Posaune) und M. Dan Yoder (Jazz-Studien). In dieser Zeit spielte er in deren Philharmonic Orchestr, in deren Wind Ensemble und in der Centre Dimensions Jazz Band. Sein Studium setzte er an der Towson University in Baltimore fort, an der er Unterricht bei Jim McFalls hatte und 2010 den Master in Music erwarb. Er spielte Anfang der 2010er-Jahre im Bohemian Caverns Jazz Orchestra von Brad Linde und Joe Herrera. Im Laufe seiner bisherigen Karriere arbeitete er u. a. mit Benny Golson, Nicholas Payton, Esperanza Spalding, Robin Eubanks, Lee Konitz, Billy Harper, Valery Ponomarev, Jason Marshall und Marc Cary, des Weiteren außerhalb des Jazz mit Lauryn Hill, Kim Burrell, Bilal, Antone „Chooky“ Caldwell und Marcus Johnson.
Wallace unterrichtete an der Penn State University, der Baltimore School for the Arts, Harlem School for the Arts und im öffentlichen Schulsystem New Yorks. Er lebt in Brooklyn, wo er das Corey Wallace DUBtet leitet. Der Band gehören gegenwärtig (2019) Brent Birckhead (Altsaxophon), Keith Brown (Piano), Ryan Berg (Bass) und Kush Abadey an. Im Bereich des Jazz war er zwischen 2012 und 2018 an drei Aufnahmesessions beteiligt. Gegenwärtig (2019) spielt er außerdem in der Charles Blenzig Group.